# Andrographis ovata
Andrographis ovata är en akantusväxtart som beskrevs av Anderss., George Bentham och Hook. f.. Andrographis ovata ingår i släktet Andrographis och familjen akantusväxter. Inga underarter finns listade i Catalogue of Life.